# ديمي دي زيو

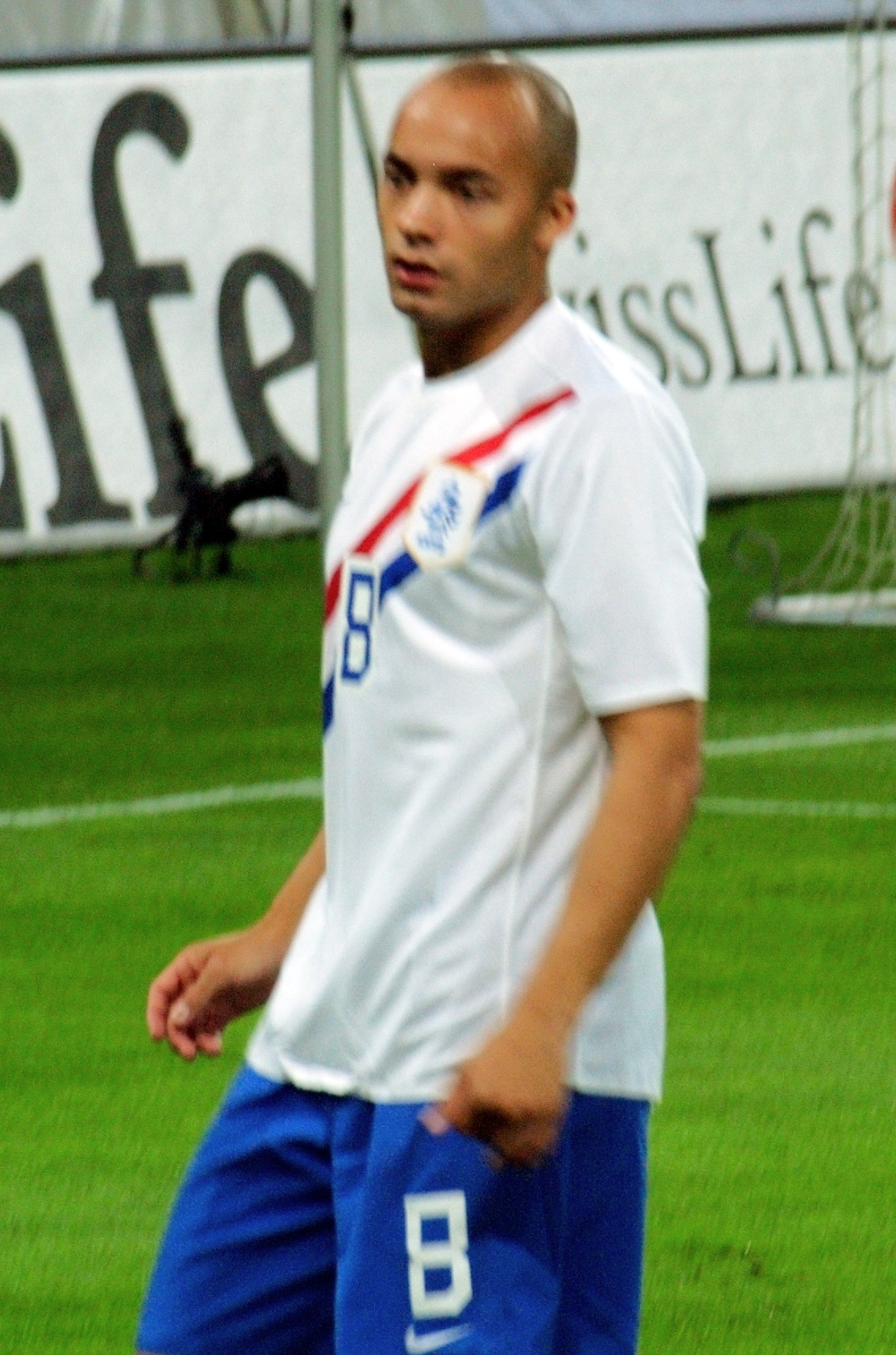
ديمي دي زو

ديمي دي زو (Demy de Zeeuw) ، من مواليد 26 مايو 1983 في أبيلدورن في هولندا ، لاعب كرة قدم هولندي.
يلعب مع نادي إيه زد ألكمار منذ عام 2005.
بدأ باللعب مع منتخب هولندا لكرة القدم في عام 2007.

## مسيرته الكروية
لعب ديمي دي زيو خلال مسيرته الاحترافية مع 6 أندية في خمسة عشر موسمًا وسجل خلالها 37 هدفًا ضمن 306 مباراة. حيث فاز في موسم واحد بالكأس وفي أربعة مواسم بالدوري.
خاض ديمي دي زيو مسيرته مع نادي غو أهد إيغلز في موسم 2001–02 ليلعب معه أربعة مواسم، مشاركًا في 65 مباراة سجل خلالها 7 أهداف. ثم انتقل إلى نادي إي زد ألكمار في موسم 2005–06 ليلعب معه أربعة مواسم، حيث شارك في 119 مباراة سجل خلالها 15 هدفًا. لينتقل بعدها إلى نادي أياكس أمستردام في موسم 2009–10 ولمدة موسمين، مشاركًا في 59 مباراة سجل خلالها 8 أهداف. ثم انتقل إلى نادي سبارتاك موسكو في موسم 2011–12 ولمدة موسمين، مشاركًا في 25 مباراة سجل خلالها هدفين. هذا وانتقل لاحقًا إلى نادي رويال أندرلخت في موسم 2012–13 ولمدة موسمين، مشاركًا في 26 مباراة سجل خلالها 3 أهداف. ثم انتقل بعدها إلى نادي ناك بريدا في موسم 2014–15 لمدة موسم واحد، مشاركًا في 12 مباراة سجل خلالها هدفين.

## روابط خارجية
- ديمي دي زيو على موقع الاتحاد الدولي (مؤرشف)  (الإنجليزية)
- ديمي دي زيو على موقع الاتحاد الأوربي (الإنجليزية)
- ديمي دي زيو على موقع قاعدة بيانات كرة القدم.إي يو (الإنجليزية)
- ديمي دي زيو على موقع ناشيونال فوتبول تيمز (الإنجليزية)
- ديمي دي زيو على موقع Soccerbase.com (لاعب) (الإنجليزية)
- ديمي دي زيو على موقع Soccerway.com (الإنجليزية)
- ديمي دي زيو على موقع عالم كرة القدم.نت (الإنجليزية)
- ديمي دي زيو على موقع كووورة
- ديمي دي زيو على موقع AS.com (الإسبانية)